# قاعة غاراند
قاعة غاراند Garrand Hall هو مبنى يقع في حرم جامعة سياتل في ولاية واشنطن الأمريكية.  تم افتتاحه عام 1894.  